# فلتلينة
فَلْتِلِينَة هو واد في منطقة لُمبردية بشمال إيطاليا على الحدود مع سُوِسرة . تشتهر اليوم بمنتجع التزلج ومنتجعات الحمة والبريزولة والجبن والنبيذ. كانت في القرون الماضية ممرًا رئيسًا في جبال الألب بين شمال إيطالية وألمانية، وكانت السيطرة على فلتلينة مرغوبة لا سيما خلال حرب الثلاثين عاما حيث كانت جزءًا مهمًا من الطريق الإسباني.